# Igarapé
Igarapé este un oraș în Minas Gerais (MG), Brazilia.